# Kamila Stefańska
Kamila Stefańska, född 1838, död 1902, var en polsk ballerina. 
Hon var engagerad vid baletten på Nationalteatern, Warszawa, 1862–1868. Hon tillhörde sin samtids mer uppmärksammade artister.  